# Škoda 706
Škoda 706 — серия дорожных крупнотоннажных грузовых автомобилей тяжёлого класса, выпускавшаяся на заводах Škoda (позднее Škoda-LIAZ) с 1946 по 1988 годы. Также, на их базе выпускались автобусы 706 RO и 706 RTO. Грузовые автомобили этой серии поставлялись во многие страны социалистического содружества, в том числе и в СССР.
Всего же существовало три поколения грузовиков этой серии:

## Skoda 706 R

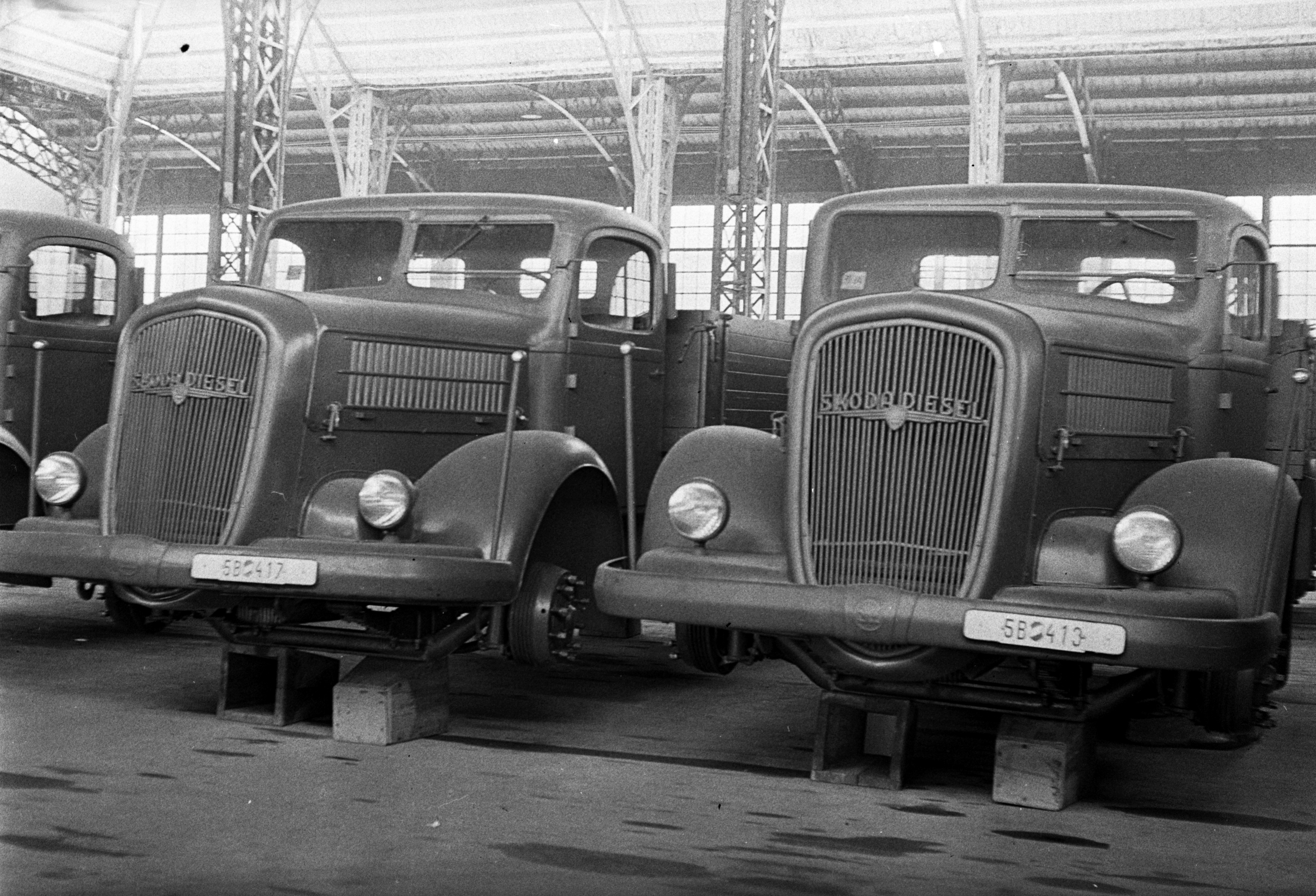
Автомобили Skoda 706 1943 год.

Грузовой автомобиль Skoda 706 был разработан ещё до Второй мировой войны на базе предыдущей модели Škoda 606. Однако его производство было приостановлено к 1943 году. После освобождения Чехословакии и восстановления её промышленности, модель Skoda 706 была модернизирована и получила обозначение Skoda 706 R. Автомобили получили дизельный двигатель объёмом 11 782 см³, мощностью 135 лошадиных сил. Максимальная скорость составляла до 55 км/ч по шоссе. Грузоподъемность 7000-7500 кг. Производство началось с 1946 года на бывшем авиастроительном заводе Avia. На его базе был создан ряд специальных автомобилей, а также автобусных шасси Skoda 706RO, на которые устанавливались автобусные кузова фирмы Karosa.
В 1951 году в связи с возвращением заводу Avia статуса авиастроительного производство тяжелых грузовиков Skoda было перенесено в Либерецкую область Чехословакии. В 1952 году Skoda 706R была модернизирована. Изменения коснулись, в частности, внешнего облика автомобиля: фальшрешетка вместо ранее вычурного дизайна получилась более простой (смотри фото). Повысилась мощность двигателя со 135 до 145 л. с. Наиболее близким по классу Skoda 706R советским грузовиком являлся МАЗ-200.
На базе грузовиков Skoda 706 R был создан ряд специальных шасси и автомобилей. Так, специальное шасси 706 ROK имело кабину над двигателем автобусного типа и на нём устанавливали мусоровозы. На базе Skoda 706R производили также и самосвалы 706 RS. Автобусы на базе грузовиков Skoda производило предприятие Karosa в модификациях: городской, пригородный, междугородний варианты. Модификации седельный тягач на базе этой модели грузовиков серийно не производилось. В СССР поставлялось очень небольшое количество грузовых автомобилей Skoda 706 R, поскольку предпочтение было отдано более грузоподъемным и внедорожным грузовым автомобилям чехословацкого производства Tatra 111 R. Всего было построено 28 400 экземпляров.

### Модификации
- Skoda 706 R — базовый автомобиль с бортовой платформой.
- Skoda 706 RO — автобусное шасси.
- Skoda 706 ROK — специальное шасси с кабиной над двигателем автобусного типа, для установки мусоровозов.

## Skoda 706 RT
Во второй половине 1950-х годов в мировом грузовом автомобилестроении (прежде всего в Европе) началось постепенно преобладание нового типа грузовых автомобилей с компоновкой кабина над двигателем. Инженеры Skoda также разработали такой грузовой автомобиль. Он получил очень современную, по тем временам, большую кабину, установленную над двигателем, имевшую панорамное остекление, что давало прекрасный обзор водителю, а также большое спальное место. Таким образом новые грузовики, получившие обозначение Skoda 706 RT, получили возможность использоваться на междугородних и международных грузоперевозках. Производство данного семейства грузовиков Skoda началось с 1957 года.
Как и предыдущая модель 706 R, Skoda 706 RT получила значительное количество модификаций: самосвалы, седельные тягачи, шасси для специальных автомобилей, автобусные шасси. С этой же модели у Skoda начался значительный экспорт в страны социалистического содружества. Новая модель грузовика заинтересовала и советских автотранспортников. Аналогичный по классу грузоподъемности советский грузовик МАЗ-500 ещё только готовился в производство, поэтому с 1958 года в СССР начались поставки грузовиков Skoda 706 RT, которые продлились практически четверть века (до 1982 года). Первоначально в СССР экспортировались бортовые автомобили, самосвалы и седельные тягачи. Однако к середине 1960-х основной модификацией, поставлявшейся в СССР, стали седельные тягачи Skoda 706 RTTN, которые поставлялись в составе автопоездов, состоявших из полуприцепов-рефрижераторов Orlican (позднее Alka). Такие автопоезда-рефрижераторы стали в 1960—1980-е годы основными на межобластных, краевых и республиканских грузоперевозках, перевозя, в основном, скоропортящиеся продукты: мясо, рыбу, фрукты. Кроме того, первоначально такие автопоезда эксплуатировались и у международного советского грузоперевозчика Совтрансавто.
Всего с 1957 по 1985 годы было построено более 150 000 единиц грузовых автомобилей Skoda 706 RT различных модификаций.

### Модификации
- Skoda 706 RTS — самосвал.
- Skoda 706 RTTN — седельный тягач.
- Skoda 706 RTO — автобусное шасси.
- Skoda 706 RTD — специальное низкорамное шасси.
- Skoda 706 RTK — специальное шасси под установку мусоровоза.
- Skoda 706 RTP — полноприводное шасси 4×4.

## Skoda 706 MT
В середине 1960-х годов на базе Skoda 706 RT была разработана более мощная и грузоподъемная серия грузовых автомобилей Skoda 706 MT. К этом времени грузовые автомобили Skoda получили марку Skoda-LIAZ по аббревиатуре объединения машиностроительных предприятий «Либерецкие автомобилестроительные заводы» (не путать с советским ЛиАЗ), включавшие 12 предприятий. Прежде всего новая серия грузовиков отличалась новыми 6-цилиндровыми двигателями M630 и M634 с диапазоном мощности от 180 до 210 л. с., новой 5-ступенчатой коробкой передач и более грузоподъемным ведущим мостом с планетарным редуктором, а также дисковыми колесами (предыдущие модели имели бездисковые колёса типа «Трилекс»). На серии «МТ» была создана и устанавливались «дневная кабина» (без спального места).
Производство новой серии Skoda 706 MT началось в 1966 году. Так же, как и у предыдущего семейства, на базе 706 MT был создан целый ряд модификаций: самосвалы, седельные тягачи, полноприводные шасси и прочие. В СССР автомобили семейства MT поставлялись в значительно меньшем количестве, чем семейство RT. В основном это была специальная техника, например, коленчатые подъемники. Skoda 706 MT послужила базой для создания более нового поколения грузовиков Skoda-LIAZ серии 100, разработка которой началась в конце 1960-х, а производство стартовало с 1974 года.
Всего было построено около 100 000 грузовиков серии MT всех модификаций. Кроме того, эта серия стала последней из всего семейства Skoda 706. Последние автомобили были собраны в 1988 году.

### Модификации
- Skoda 706 MTS — самосвал.
- Skoda 706 MTTS — седельный тягач.
- Skoda 706 MTPS 24 — самосвал с колёсной формулой 4×4.
- Skoda 706 MTSP 27 Agro — специальное шасси для установки сельскохозяйственного оборудования с колёсной формулой 4×4.
- Skoda 706 MTV 5 — длиннобазовое шасси.

## Сборка автомобилей за рубежом
Кроме самой Чехословакии, грузовые автомобили Skoda 706 RT и 706 MT собирались по лицензии в Китайской Народной Республике под маркой Huanghe (Хуанхэ) и в Народной Республике Болгария под маркой Skoda-Мадара.

## Факты
- Литеры и их сочетание, после основного индекса модели 706 означают назначение автомобилей. Например: R — реконструированный автомобиль, то есть переработанный. RT — реконструированный трамбус (по-чешски «трамбус» — это грузовик с кабиной над двигателем). MT — модернизированный трамбус. RTTN — реконструированный трамбус — седельный тягач. MTS — модернизированный трамбус-самосвал.
- СССР был одним из основных покупателей грузовых автомобилей Skoda-LIAZ на протяжении более 30 лет. Некоторые из автомобилей сохранились до нашего времени и успешно эксплуатируются на просторах бывшего СССР.
- Автомобили этой серии отличались высоким качеством, надежностью, выносливостью и комфортом. Советские водители очень их ценили. Работать на «Шкоде» в шоферской среде считалось престижным.

## В кино
Поскольку грузовые автомобили Skoda были массовым явлением в странах СЭВ, то очень многие из них стали киногероями фильмов. Не стали исключением и фильмы, снятые в СССР. Грузовики Skoda можно видеть в следующих советских фильмах:
- Человек-амфибия (1961)
- Кавказская пленница, или Новые приключения Шурика (1966)
- В Москве проездом… (1970)
- Рейс первый, рейс последний (1974)
- Приключения Электроника (1979)
- Гонка с преследованием (1979)
- Путешествие будет приятным (1982)
- Апрельские сны (1982)
- Трое на шоссе (1983)

## Галерея
| Skoda 706 RT |
| --- |
| - Дизельный двигатель Skoda 706 RT - Рефрижераторный автопоезд в составе тягача Skoda 706 RTTN и полуприцепа Orlican N12 CH. У тягача раннее оформление передней части кабины, характерное для автомобилей, выпускавшихся с 1957 по середину 1960-х. - Низкорамное шасси Skoda 706 RTD с оформлением передней части кабины начиная с середины 1960-х до начала 1970-х. - Автобус Skoda 706 RTO LUX. - Поливомоечный автомобиль на шасси Skoda 706 RT с оформлением передней части кабины начиная с начала 1970-х и до конца производства. - Китайский клон Huanghe JN150. |

| Skoda 706 MT |
| --- |
| - Специальное длиннобазовое шасси Skoda 706 MTV5 - Самосвал с трехсторонней разгрузкой Skoda-LIAZ 706 MTS - Коленчатый подъемник PP20.1 на шасси Skoda-LIAZ 706 MT4. - "Дальнобойная" модификация Skoda-LIAZ 706 MT. - Поливомоечный автомобиль на шасси Skoda 706 MT. - Дальнейшее развитие Skoda 706 MT - Skoda-LIAZ 100. |